# Europejski Fundusz Rozwoju Wsi Polskiej
Europejski Fundusz Rozwoju Wsi Polskiej (ang. The European Fund for the Development of Polish Villages) – środki finansowe zgromadzone przez fundusz, którego celem jest rozwój społeczno-gospodarczy lokalnej społeczności na terenach wiejskich, poprzez rozwój infrastruktury technicznej, ekonomicznej i społecznej na tych obszarach.

## Działalność
Europejski Fundusz Rozwoju Wsi Polskiej utworzony został w 1990 r. na mocy umowy między rządem polskim a Europejską Wspólnotą Gospodarczą. Środki finansowe na działalność Fundacji pochodziły ze sprzedaży pomocy żywnościowej przyznanej Polsce w latach 1989–1990 przez EWG oraz inne kraje zachodnie. Bezpośredni nadzór nad działaniami Fundacji przez pierwsze lata pełniła Komisja Europejska. Profesjonalne gospodarowanie i inwestowanie kapitału początkowego spowodowało, że w 1997 r. została zawarta nowa umowa pomiędzy Komisją Europejską i Rządem RP. W wyniku pozytywnej oceny, Fundacja zyskała pełną samodzielność i niezależność.
Celem działania Fundacji jest rozwój społeczno-gospodarczy lokalnych społeczności na terenach wiejskich poprzez rozwój infrastruktury technicznej, ekonomicznej i społecznej na tych obszarach. W szczególności do celów Fundacji należy działanie na rzecz rozwoju szeroko rozumianej pozarolniczej małej i średniej przedsiębiorczości na terenach wiejskich. Fundacja podejmuje szeroko rozumianej działalności oświatowej na terenach wiejskich, polegającej przede wszystkim na budowie przedszkoli i szkół. Fundacja włącza się w upowszechnianie i pogłębianiu wiedzy o zasadach funkcjonowania Unii Europejskiej.
Fundacja popiera rozwój systemu usług finansowych na terenach wiejskich, w tym w szczególności oferowanych przez banki spółdzielcze, towarzystwa ubezpieczeń wzajemnych, fundusze poręczeniowe, towarzystwa funduszy inwestycyjnych.
W obrębie zainteresowań Fundacji jest ponadto:
- budowa, rozbudowa, przebudowa, modernizacja i remont dróg publicznych, gminnych i powiatowych,
- zbiorowe zaopatrzenia mieszkańców w wodę na terenach wiejskich,
- ochrony środowiska na terenach wiejskich,
- ochrony zdrowia na terenach wiejskich,
- ochrony zdrowia i dobrostanu zwierząt na terenach wiejskich,
- rozwój społeczeństwa informacyjnego na terenach wiejskich,
- rozwój i produkcji energii ze źródeł odnawialnych,
- inne ważne dla obszarów wiejskich programy.

Majątek Fundacji stanowi fundusz założycielski w kwocie 80 mld zł (przed denominacją) z tytułu środków finansowych pochodzących ze sprzedaży przez stronę polską artykułów rolnych przekazanych nieodpłatnie w ramach pomocy żywnościowej Wspólnoty Europejskiej w latach 1989–1992 oraz inne mienie nabyte przez Fundację w toku działania.
Dochodami Fundacji są:
- subwencje, dotacje, darowizny, spadki i zapisy otrzymane zarówno z kraju, jak i z zagranicy,
- odsetki bankowe i kredytowe, pochodzące z lokat kapitałowych i operacji kredytowych,
- wpływy z tytułu papierów wartościowych,
- odsetki i dywidendy z tytułu udziału Fundacji w spółkach i innych podmiotach z udziałem kapitału krajowego i zagranicznego, jeśli realizują one zadania zbieżne z celami statutowymi Fundacji,
- inne wpływy i dochody.

Gospodarowanie środkami Fundacji odbywa się na podstawie planu rzeczowo-finansowego ustalanego co roku na okres 1 roku przez Zarząd Fundacji i zatwierdzanego przez Kapitułę Fundacji.

### Organy i administracja Fundacji
Organami Fundacji są:
- Kapituła Fundacji,
- Zarząd Fundacji.

Kapituła Fundacji składa się z 3 do 5 członków. Kapituła podejmuje uchwały na posiedzeniach lub przy wykorzystaniu środków bezpośredniego porozumiewania się na odległość. Uchwała jest ważna, gdy wszyscy członkowie Kapituły zostali powiadomieni o treści projektu uchwały. Posiedzenia Kapituły Fundacji zwołuje Prezes Kapituły. Posiedzenia Kapituły odbywają się nie rzadziej, niż raz na półrocze. Uchwały Kapituły Fundacji zapadają większością głosów oddanych.
Do kompetencji Kapituły Fundacji należą następujące sprawy:
- zmiana Statutu oraz celów Fundacji,
- połączeń z innymi fundacjami i likwidacji Fundacji,
- zmiana generalnych zasad i kierunków wydatkowania środków Fundacji,
- zatwierdzania rocznych planów rzeczowo-finansowych Fundacji,
- zmiana regulaminu działania Zarządu Fundacji,
- zatwierdzanie wniosków przedstawionych przez Zarząd Fundacji,
- przyznania tytułów: „Honorowy Członek Zarządu” i „Honorowy Prezes Zarządu”.

Zarząd Fundacji składa się z 1 do 5 członków powoływanych przez Kapitułę Fundacji na okres wspólnej, dwuletniej kadencji. Prezesa Zarządu powołuje i odwołuje Kapituła Fundacji. Do Zarządu Fundacji należy prowadzenie spraw nie zastrzeżonych w statucie dla Kapituły Fundacji. Zarząd kieruje realizacją celów statutowych Fundacji i zarządza jej majątkiem.
Do kompetencji Zarządu Fundacji należy podejmowanie decyzji w szczególności w zakresie:
- ustalania szczegółowych zasad i procedur gospodarki środkami Fundacji,
- uchwalania programów działania Fundacji,
- ustalania treści i rozliczania realizacji rocznych planów rzeczowo- finansowych Fundacji,
- uchwalania szczegółowych regulaminów kredytowania i dotowania dla wybranych obszarów działalności finansowej Fundacji,
- zatwierdzania rocznego sprawozdania finansowego Fundacji
- rocznego sprawozdania Zarządu z działalności Fundacji.

#### Władze Fundacji
Kapituła Fundacji Europejski Fundusz Rozwoju Wsi Polskiej:
- Artur Balazs – Przewodniczący Kapituły
- Jacek Ambroziak – Członek Kapituły
- Adam Tański – Członek Kapituły
- Andrzej Łuszczewski – Członek Kapituły

Zarząd Fundacji Europejski Fundusz Rozwoju Wsi Polskiej:
- Krzysztof Podhajski – Prezes Zarządu
- Ewa Balazs-Roberts – Członek Zarządu
- Paweł Wojcieszak – Członek Zarządu